# 中间光泽锥花
中间光泽锥花（学名：Gomphostemma lucidum var. intermedium）为唇形科锥花属下的一个变种。